# SPARS

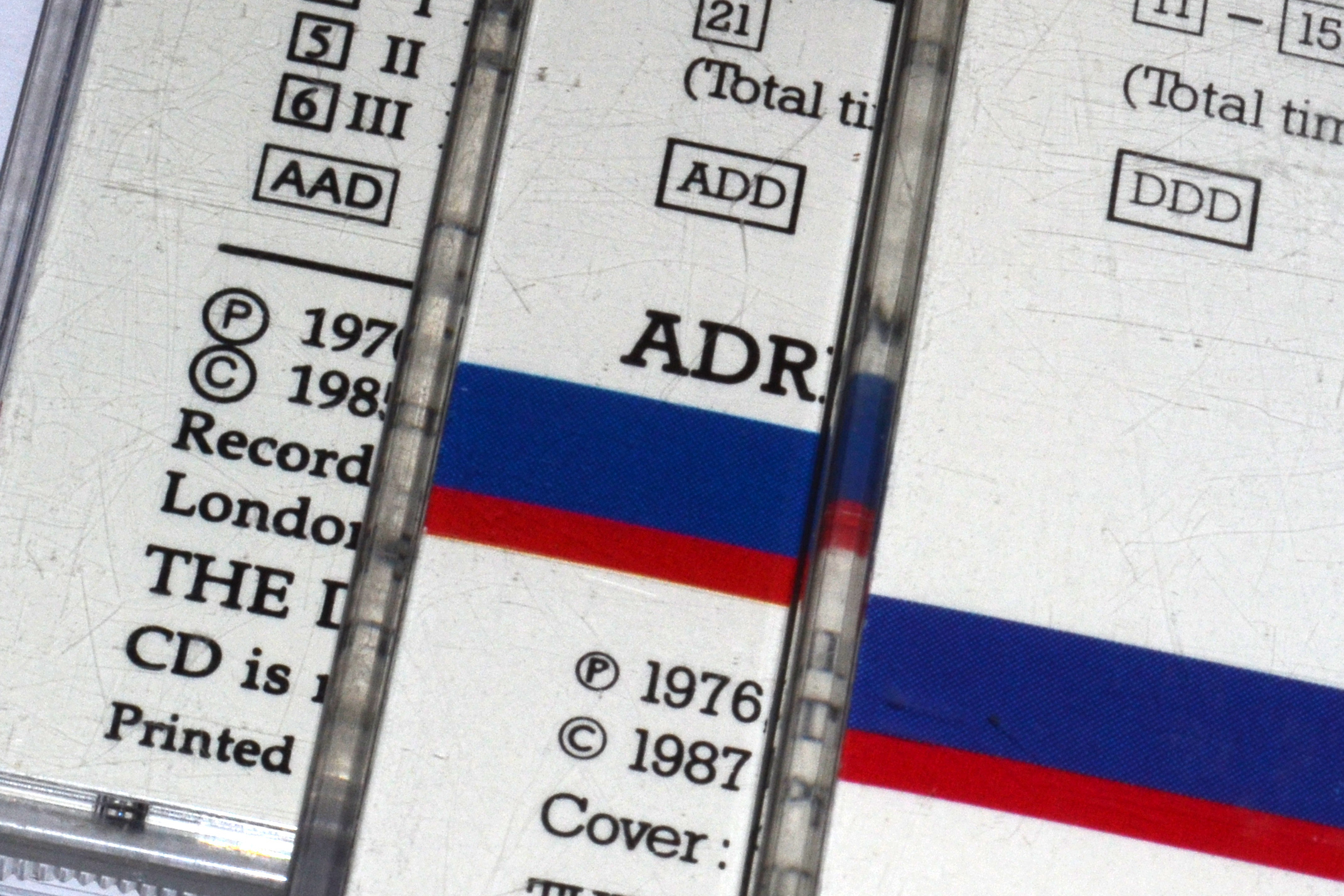
SPARS (AAD, ADD, DDD)

SPARS es un acrónimo de la Sociedad de Servicios Profesionales de Grabación de Audio (Society of Professional Audio Recording Service, por sus siglas en inglés).
El código SPARS consta de tres letras que aparecen en algunos discos compactos para informarle al consumidor el tipo de grabación ha sido utilizada, ya sea analógico (A) o digital (D).
Algunas limitaciones han hecho que este código deje de usarse.

## El código
Cada letra tiene un significado que aquí se enlista:
- La primera letra indica el tipo de grabación inicial: (A para analógica o D para digital)
- La segunda letra indica el tipo de grabación usada durante la mezcla: (A para analógica o D para digital)
- La tercera letra indica la masterización, cuando D es para un medio digital, y A en un medio analógico (como un Casete).

Las posibles combinaciones son:
- A/A/D: Las grabaciones, tanto la inicial como la de la salida de la mezcla, son analógicas y la masterización es digital.
- D/A/D: La Grabación inicial es digital. La grabación de la salida de la mezcla es analógica y la masterización es digital.
- A/D/D: La grabación inicial es analógica. La grabación de la mezcla y la masterización son digitales
- D/D/D: Todas las grabaciones, tanto la inicial como la de la salida de la mezcla y la masterización son digitales.
- A/A/A: Las grabaciones, tanto la inicial como la de la salida de la mezcla (final), son analógicas y la masterización es analógica.
- D/A/A: La Grabación principal es digital. La grabación de la salida de la mezcla (final) y la masterización son analógicas.
- A/D/A: La grabación inicial es analógica. La grabación de la mezcla es digital y la masterización es analógica.
- D/D/A: La grabación inicial y la final (mezcla) son digitales, masterizado para un medio analógico.

Las cintas de audio digital aparecieron a mediados de los años '70. Todas las grabaciones antes de esta fecha se etiquetaban como AAD; si eran digitalmente remasterizadas entonces el código aparece como ADD. Esto quiere decir que la grabación original (analógica) fue convertida a digital, aunque no siempre quiere decir que fue reeditada o remezclada.

## Limitaciones
A mediados de los '90s, surgieron confusiones sobre el código y algunas anomalías hicieron que el inventor recomendara su desuso, por eso los CD más recientes no incluyen este código.
A pesar de esto, algunas compañías discográficas de música clásica como Deutsche Grammophon, Decca, Philips y EMI siguen usando el código.

## Falta de detalles
La principal limitación del uso del código radica en que sólo cubre los procesos de grabación utilizados sin tener en cuenta el resto del equipo empleado durante la producción. Así, durante la etapa de mezcla (representada por la segunda letra) muchas grabaciones digitales (DDD) pudieran haber sido convertidas a analógicas, mezcladas en una consola analógica y convertidas de nuevo a digital.
Esto se debe a que algunos ingenieros de sonido prefieren mezclar en consolas analógicas y usar las posibilidades de canales disponibles en una edición digital. También, hoy en día, es muy difícil conseguir cintas analógicas, por lo que la grabación digital se ha convertido en el medio más usual. Además, algunas grabaciones tienen efectos o partes que provienen de diferentes medios que al final hacen más confuso el código.

### Representación de calidad
El código no indica la calidad de la grabación. Existen muchas grabaciones DDD de malísima calidad, y excelentes en AAD. Esto es particularmente cierto en los primeros años de la época digital por la inexperiencia de los ingenieros al no saber como utilizar esa tecnología. Aún hoy en día las grabadoras digitales son muy costosas y muchas grabaciones (sobre todo del género pop) son AAD y con una calidad de audio de primera.

## CD con código SPARS
- Genesis – Invisible Touch (1986) – ADD
- Enya – Watermark (1988) – DDD
- Weezer – The Blue Album (1994) – AAD
- U2 – The Unforgettable Fire (1984) – ADD
- Yello – Flag (1988) – ADD
- ABBA – The Visitors (1981, CD lanzado en 1982) – DDD
- Wendy Carlos – Switched-on Bach 2000 – DDDD (La "D" se basa en el hecho de que el instrumento en que se hizo la música es también digital además de la grabación, mezcla y masterización)
- Amy Grant – Lead Me On (1988) – DDD
- Amy Grant – Heart In Motion (1991) – AAD
- Kenny Roberts – You're My Kind Of People (1988) – DDA/DDD (Los dos procesos de grabación son digitales, pero se lanzó sólo en medios analógicos (Por eso la última letra es "A". El CD fue lanzando en el 2000)
- Kenny Roberts – It Only Makes Me Cry (Forgetting You) (1988) – DDA/DDD (Los dos procesos de grabación son digitales, pero se lanzó sólo en medios analógicos, por eso la última letra es "A". El CD fue lanzando en el 2000)
- Simple Minds – Street Fighting Years (1989) – DAD
- Céline Dion – Unison (1990) – AAD, DDD (cuatro pistas son completamente digitales)
- Haswell & Hecker – Blackest Ever Black (Electroacoustic UPIC Recordings) (2007) – DDDD
- David Bowie – Rykodisc AAA [Se hicieron una serie de LP con todas las grabaciones y el proceso de masterización de manera analógica]
- They Might Be Giants – Flood (1990) – DAD
- Dire Straits – Brothers In Arms (1985) – DDD
- Barry White – The Icon Is Love AAD (A&M Records)
- Claude Bolling & Jean-Pierre Rampal – Suite for Flute and Piano AAA/ADD [Digitalmente remasterizado] (CBS Recordings)
- Ernesto Bitetti – Concierto de Aranjuez/Fantasía para un Gentilhombre DDD (EMI Classical)
- Roxette – Look Sharp! (1988) – AAD
- Johannes Brahms (Alfred Scholz, conductor, London Festival Orchestra) - Danzas Húngaras- DDD (1990) Vienna Master Series
- Sisters Of Mercy - Frist And Last And Always (1985) - AAD
- Sisters Of Mercy - Floodland (1987) - AAD
- Sisters Of Mercy - Vision Thing (1990) - DDD
- Madonna - The Immaculate Collection (1990) - AAD

- Datos: Q1036297